# 유림로 (용인시)
유림로(Urim-ro)는 용인시 처인구 유림동을 가로지르는 도로이다. 이 도로는 용인 시내 북부를 가로지른다.

## 주요경유지
용인시 처인구 유림동

## 노선
| 이름          | 접속 노선                       | 소재지        | 비고 |
| ------------- | ------------------------------- | ------------- | ---- |
| 버드실사거리  | 국도 제45호선 (백옥대로) 한터로 | 용인시 처인구 |      |
| 대흥수지 앞   | 유림로90번길                    | 용인시 처인구 |      |
| 버들상회      | 유림로97번길                    | 용인시 처인구 |      |
| 우드스톤      | 유림로154번길                   | 용인시 처인구 |      |
| 유림1교교차로 | 백령로                          | 용인시 처인구 |      |
| 유림1교차로   | 지방도 제321호선 (성산로)       | 용인시 처인구 |      |
| 지장실        | 유림로256번길                   | 용인시 처인구 |      |

## 주요 시설
- CU 용인버드실점 (유림로 139/유방동 627-3)
- 세븐일레븐 용인성산점 (유림로 199/유방동 776-2)